# Hard Rain
Hard Rain — концертний альбом американського музиканта та автора пісень Боба Ділана, виданий 13 вересня 1976 року лейблом Columbia Records.

## Про альбом
Частина пісень альбому була записана 23 травня 1976 року під час концерту Ділана у м. Форт-Коллінс (штат Колорадо). Це був передостанній концерт туру, який був знятий і пізніше показаний каналом NBC (реліз альбому і дата показу фільму відбулись в один день). 4 композиції із альбому («I Threw It All Away», «Stuck inside of Mobile with the Memphis Blues Again», «Oh, Sister» і «Lay, Lady, Lay») було записано 16 травня 1976 року у Форт-Ворті (штат Техас). Ні альбом, ні телевізійна версія концерту не були позитивно сприйняті музичними критиками.
Платівка досягла № 17 у США та № 3 у Великій Британії і отримала золотий статус.

## Список пісень
| #     | Назва                                                 | Тривалість |
| ----- | ----------------------------------------------------- | ---------- |
| 1.    | «Maggie's Farm»                                       | 5:23       |
| 2.    | «One Too Many Mornings»                               | 3:47       |
| 3.    | «Stuck Inside of Mobile with the Memphis Blues Again» | 6:01       |
| 4.    | «Oh, Sister»                                          | 4:08       |
| 5.    | «Lay Lady Lay»                                        | 5:47       |
| 6.    | «Shelter from the Storm»                              | 5:29       |
| 7.    | «You're a Big Girl Now»                               | 7:01       |
| 8.    | «I Threw It All Away»                                 | 3:18       |
| 9.    | «Idiot Wind»                                          | 10:12      |
| 51:06 |                                                       |            |